# Bazarek
Bazarek – część wsi Dutrów w Polsce, położona w województwie lubelskim, w powiecie tomaszowskim, w gminie Telatyn.
W latach 1975–1998 Bazarek administracyjnie należał do województwa zamojskiego.